# Ōrere River
Der Ōrere River ist ein Fluss in der Region Auckland auf der Nordinsel von Neuseeland.

## Geographie
Der Ōrere River wird durch den Zusammenfluss der beiden kleinen Flüsse Ōrere Stream und des Kiripaka Stream in einem Knick der Kawakawa Orere Road, rund 3,5 km westsüdwestlich der kleinen Siedlung Ōrere gebildet. Von dort aus fließt der neu gebildete Fluss in einigen Schleifen bis Ōrere zunächst in ostnordöstlich Richtung, um dann seine Richtung nach Nordosten zu ändern und nach insgesamt 10 km an der Siedlung Ōrere Point östlich angrenzend in den Firth of Thames zu münden.